# Torneos Cross Borders
Los Torneos Cross Borders (CB) es una serie de competencias de rugby disputadas entre el 2007 y el 2022. Como indica su nombre (del inglés transfronterizo) reunió a selecciones de uniones provinciales de Argentina y selecciones nacionales de países limítrofes.

## Reseña histórica
En el 2007 se celebró la primera edición enfrentando a 3 asociaciones de Chile (La Serena, Santiago y Valparaíso) y 3 uniones provinciales de Argentina (Mendoza, San Juan y San Luis) similar a un torneo de clubes de la misma región que se desarrolló ese mismo año.
A partir del año siguiente ingresó la primera selección nacional (Uruguay) y otras 3 uniones argentinas, Santa Fe, Rosario y Entre Ríos. Paralelamente se disputó un triangular no oficial entre Córdoba, Mar del Plata y Noreste, la unión conocida como Noreste representa a las provincias de Chaco y Corrientes, y participó sobre fin de año otra edición con las debutantes Formosa, Misiones y la selección nacional del Paraguay.
En el 2009 se organizaron paralelamente las llamadas CB del Oeste y CB del Este, la primera se trató de un triangular entre San Juan, Mendoza y la selección chilena y en el último intervinieron 4 uniones argentinas y Uruguay.
En la próximas 2 temporadas se volvió a organizar 2 torneos por año, un CB similar al del 2008, con dos zonas de 4 equipos cada una, en el que hay un ganador por zona y que se enfrentaron en un partido final por el título. Y otro torneo, de menor nivel de juego, que se le llamó CB del Norte en el que Brasil y Paraguay disputaron un cuadrangular junto a las uniones vecinas de Misiones y Noreste.
Según se consignaba en la página oficial de Confederación Sudamericana de Rugby (CONSUR) estos torneos compartían el espíritu de integración y desarrollo de la disciplina allende fronteras y fueron considerados de alta performance. Este organismo estuvo encargado de fiscalizar los torneos con ayuda de las uniones afiliadas y contó con el aval y los fondos de la World Rugby (International Rugby Board) quien miró con buenos ojos estos torneos para el desarrollo del deporte en la región.
Chile y Uruguay, las dos selecciones nacionales más fuertes del torneo, disputaron el último Cross Border en el 2012 junto a las uniones provinciales de primer nivel, el torneo para estas uniones sirvió de clasificatorio a la Zona Campeonato del Campeonato Argentino de Rugby edición del 2012.
El criterio de cuales uniones participaban y como se conformaban las zonas fue variando con el tiempo y tampoco hubo un calendario definido para cada edición. En general se intentó agruparlas por proximidad geográfica y por similar nivel de juego. Uruguay solía jugar contra Córdoba, Entre Ríos, Santa Fe y Rosario, mientras que Chile lo hacía con Córdoba, Cuyo, Tucumán, y Salta, a la vez que Paraguay y Brasil se enfrentaban con Misiones, Noreste y Formosa.

## Campeonatos
| Edición    | Zona    | Campeón      | 2.º puesto | 3.º puesto | 4.º puesto | 5.º puesto    | 6.º puesto |
| ---------- | ------- | ------------ | ---------- | ---------- | ---------- | ------------- | ---------- |
| CB 2007    |         | San Juan     | Cuyo       | San Luis   | La Serena  | Santiago      | Valparaíso |
| CB 2008    |         | Santa Fe     | Rosario    | Uruguay    | Entre Ríos |               |            |
| CB 2008 II |         | Misiones     | Noreste    | Paraguay   | Formosa    |               |            |
| CBE 2009   |         | Córdoba      | Rosario    | Santa Fe   | Uruguay    | Entre Ríos    |            |
| CBO 2009   |         | Cuyo         | Chile      | San Juan   |            |               |            |
| CB 2010    | zona I  | Tucumán      | Cuyo       | Salta      | Chile      |               |            |
| CB 2010    | zona II | Córdoba      | Rosario    | Uruguay    | Santa Fe   |               |            |
| CBN 2010   |         | Noreste      | Misiones   | Paraguay   | Brasil     |               |            |
| CB 2011    | zona I  | Córdoba      | Salta      | Chile      | Cuyo       |               |            |
| CB 2011    | zona II | Tucumán      | Rosario    | Santa Fe   | Uruguay    |               |            |
| CBN 2011   |         | Noreste      | Paraguay   | Brasil     | Misiones   |               |            |
| CB 2012    | zona I  | Córdoba      | Tucumán    | Salta      | Chile      | San Juan      |            |
| CB 2012    | zona II | Buenos Aires | Rosario    | Cuyo       | Uruguay    | Mar del Plata |            |
| CB 2022    |         | Córdoba      | Brasil XV  | Tucumán    | Yacare XV  |               |            |